# Richard Breyer
Richard Breyer (ur. 8 lutego 1917 w Sankt Petersburgu, zm. 30 grudnia 1999) – historyk zachodnioniemiecki, doktor nauk historycznych, wieloletni przewodniczący Kommission für die Geschichte der Deutschen in Polen (RFN).

## Życiorys
Był synem polskiego oficera rezerwy i nauczyciela Alberta Breyera (ur. 2 lutego 1889 w Żyrardowie, zm. 11 września 1939 w Warszawie).
Spędził młodość w Sompolnie, gdzie jego ojciec był dyrektorem niemieckojęzycznego gimnazjum. Ukończył liceum w Szkole Goethego w Grudziądzu, jednej z czterech prywatnych niemieckojęzycznych szkół średnich w województwie pomorskim i poznańskim. Od 1936 r. studiował historię i germanistykę na Uniwersytecie Warszawskim.

## Publikacje
- Die deutsch-polnischen Beziehungen und die deutsche Volksgruppe in Polen (1932-1937), Marburgu 1957.
- Albert Breyer – Schulmann und Siedlungsforscher, [w:] Ostdeutsche Gedenktage 1989. Persönlichkeiten und historische Ereignisse, Bonn 1988, s. 9-11.
- Niemiecka ludność w Polsce w latach 1933-1939, [w:] Stosunki polsko-niemieckie 1933-1945. Red. Antoni Czubiński i  Zbigniew Kulak, Poznań 1988, s. 89-101.
- Polityka Republiki Federalnej Niemiec wobec mniejszości niemieckiej w Trzeciej Rzeczypospolitej, [w:] Polska – Niemcy – mniejszość niemiecka w Wielkopolsce. Przeszłość i teraźniejszość. Red. Andrzej Sakson. Opracowanie redakcyjne: Dariusz Matelski, Poznań 1994, s. 163-170.

## Księga pamiątkowa
- Beiträge zur deutsch-polnischen Nachbarschaft. Festschrift für Richard Breyer zum 75. Geburtstag, Berlin-Bonn 1992.

## Publikacje o Richardzie Breyerze
- Dariusz Matelski, Richard  Breyer  (1917-1999). Wspomnienie, "Gazeta Wyborcza Poznań", nr 161 (4575), 12 lipca 2004, s. 8.